# De Staat
De Staat är ett rockband från Nederländerna.
Bandet bildades efter Torre Florims spelat in första albumet som ett solo projekt året 2006, vilket blev ”Wait for evolution”. Vid hans sida fanns bas och körsångaren Jop van Summeren och Rocco Bell; slagverk, keyboard och körsång. Gitarristen Vedran Mircetic och trumslagaren Tim van Deift kände han genom lokala band i hans hemstad. Wait for Evolution blev en succé och det belgiska bandet dEUS tog med dem på turné efter deras skivsläpp.

## Medlemmar
- Torre Florim – Sång, gitarr
- Vedran Mircetic – Gitarr
- Jap van Summeren – Bas, körsång
- Rocco Bell – Slagverk, keyboard, körsång
- Tim van Deift – Trumslagare

## Diskografi

### Album
- Wait for Evolution (2008)
- Machinery (2011)
- I_Con (2013)

### Singlar

Circle pit "Witch Doctor"(Zwarte Cross 2016)

- Wait for evolution (CDr, EP, Promo) (2008)
- Wait for evolution (2009)
- The fantastic Journey of a underground man (2009)
- Habibi (CDr, Single, Promo) (2009)
- Sweatshop (2010)
- I'll never marry you (CDr, Single, Promo) (2011)
- De Staat / Death Letters* - Salute to Eric Corton (7", Cle) (2011)
- Get it togheter (Album version) (CDr, Single, Promo) (2013)
- All is dull (Album Version) (CDr, Single, Promo) (2013)
- Devil's Blood (Radio edit) (CDr, Single, Promo) (2013)
- Viniticious Versions (2014)
- Input Source Select (CDr, Single, Promo) (2014)